# 宮澤宗弘
宮澤 宗弘（みやざわ むねひろ、1939年（昭和14年）12月13日 - ）は、日本の政治家。元長野県安曇野市長（3期）。元長野県議会議員（5期）、元豊科町議会議員（5期）。

## 来歴
1958年（昭和33年）3月、長野県南安曇農業高等学校土木科卒業。同年4月、コンクリート製品の製造販売会社に就職。
1971年（昭和46年）4月、豊科町議会議員選挙に立候補し、初当選。以後、同町議を5期つとめる。
1991年（平成3年）4月、長野県議会議員選挙に立候補し、初当選。以後、同県議を5期つとめる。2009年（平成21年）8月、県議を辞職。
2009年（平成21年）10月11日執行の安曇野市長選挙に無所属で立候補し、初当選。同年10月23日、市長に就任。
2017年（平成29年）、3期目の当選。投票率は過去最低の62.65％。
2021年（令和3年）の市長選には立候補せず、3期12年で勇退を表明し、同年10月22日をもって退任。
2022年11月3日、秋の叙勲において、旭日中綬章を受章した。